# Molodija
Molodija (ukrainisch Молодія; russisch Молодия Molodija, rumänisch und deutsch (bis 1918) Molodia) ist ein Dorf im Süden der ukrainischen Oblast Tscherniwzi mit etwa 3900 Einwohnern (2025).

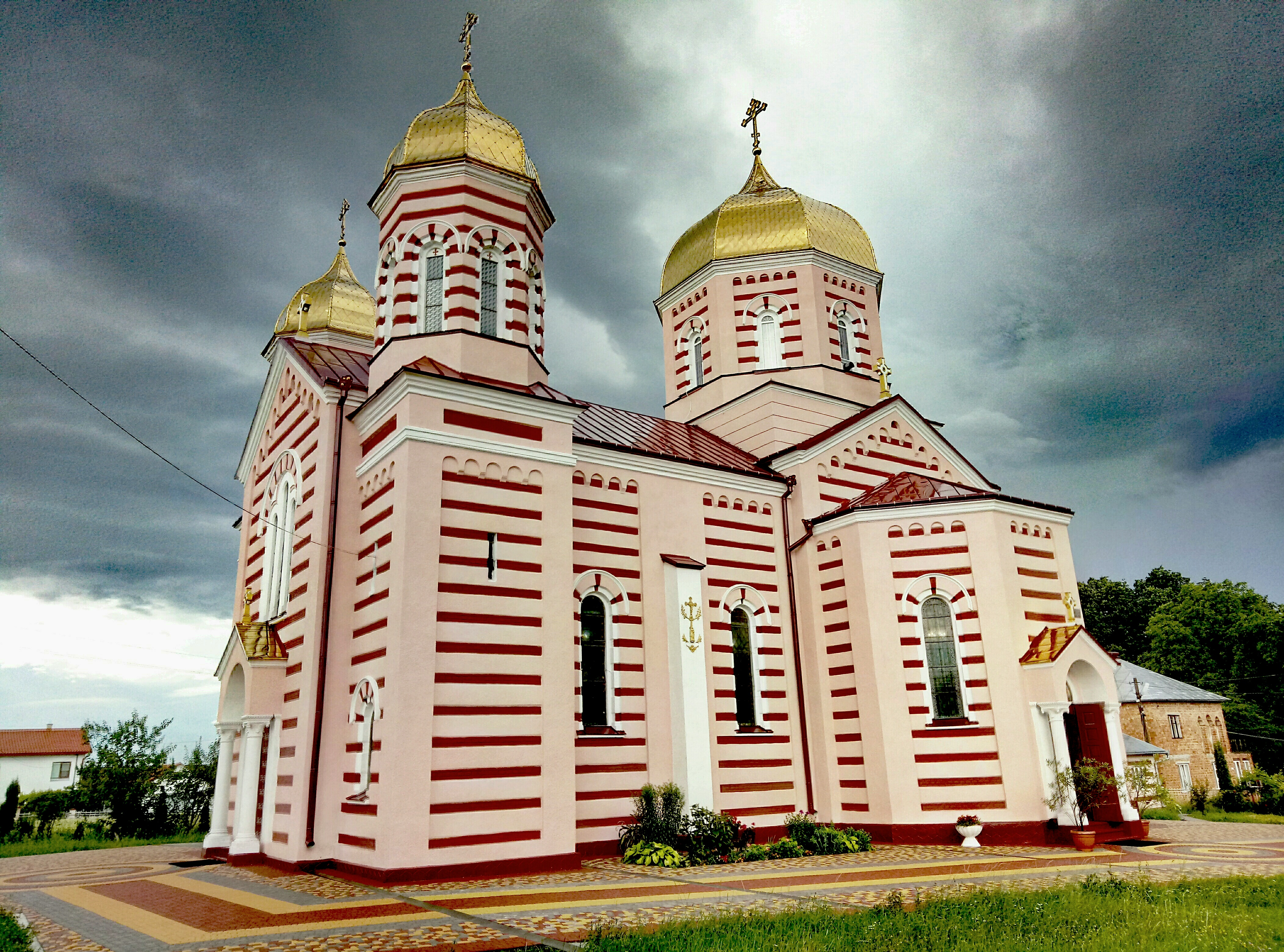
Kirche im Ort

Das im 15. Jahrhundert erstmals schriftlich erwähnte Dorf liegt in der nördlichen Bukowina am 34 km langen Nebenfluss des Pruth, dem Derehluj (Дереглуй) und an der Fernstraße M 19. Das ehemalige Rajonzentrum Hlyboka liegt 26 km südlich und das Oblasthauptstadt Czernowitz 13 km nordwestlich vom Dorf.
Am 8. Mai 2018 wurde das Dorf ein Teil neu gegründeten Landgemeinde Tschahor im Rajon Hlyboka, bis dahin bildete es die Landratsgemeinde Molodija (Молодійська сільська рада/Molodijska silska rada) im Norden des Rajons.
Seit dem 17. Juli 2020 ist der Ort ein Teil des Rajons Tscherniwzi.

## Persönlichkeiten
- Eduard Neumann (1911–2004), deutscher Jagdflieger, kam am  5. Juni 1911 in Molodija zur Welt.